# SETI@home

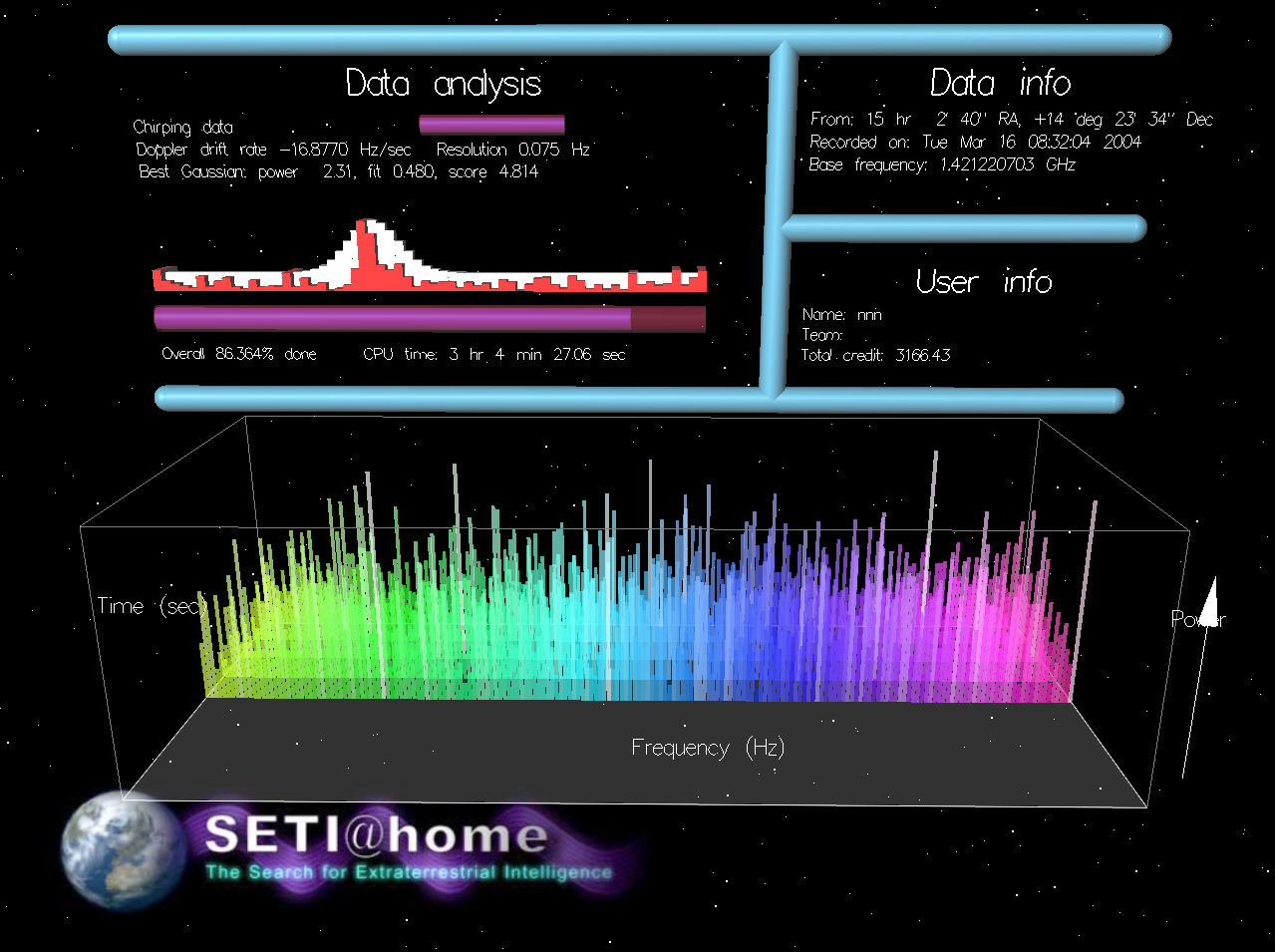
Obrazovka programu SETI@home verze 4.45

SETI@home (SETI at home) je projekt zabývající se distribuovanými výpočty, který využívá počítačů propojených v internetu. Projekt provozuje Space Sciences Laboratory na Kalifornské univerzitě v Berkeley ve Spojených státech amerických. SETI je zkratka pro Search for Extra-Terrestrial Intelligence (Hledání mimozemské inteligence). SETI@home bylo spuštěno 17. května 1999. V březnu 2020 bylo oznámeno dočasné pozastavení projektu SETI.

## Vědecký výzkum
SETI@home má celkem dva cíle. Prvním z nich je testování a vylepšování funkčnosti distribuovaných výpočtů jako takových, druhým cílem projektu je hledání mimozemských civilizací.
První z těchto cílů je již dokončen. Stávající funkčnost sítě BOINC je už natolik kvalitní, že prozatím nemá smysl pokračovat v jejím zlepšování. Projekt SETI@home se tedy může plně věnovat hledání mimozemských civilizací.

## Ukončení sběru dat v roce 2020 a přesun na Folding@home
V březnu 2020 bylo týmem adminsitrátorů oznámeno, že po 21 letech provozu dojde k pozastavení činnosti s tím, že poslední výpočetní datové bloky budou uživatelům distribuovány 31.3.2020. Důvodem je nahromadění obrovského množství zatím nedostatečně zpracovaných dat. Tým stojící za projektem se tedy hodlá soustředit především na jejich analýzu. Současně není vyloučeno, že výhledově dojde k obnovení fungování SETI. V březnu 2020 současně v rámci globální pandemie onemocnění způsobeného SARS-CoV-2 došlo ke zprovoznění distribuovaného výpočtu zaměřeného na výzkum tohoto viru pod projektem Folding@home. Část výpočetní kapacity odcházející z končícího SETI tedy zřejmě přešla do tohoto rychle rostoucího projektu.